# Preston (Nouvelle-Écosse)
Preston est une région du centre de la Nouvelle-Écosse, au Canada, dans la municipalité régionale d'Halifax, située sur le tronc 7. La population en 2016 était de 3 223 personnes.
Il parait que[réf. nécessaire] la région était nommée d'après Preston, Lancashire en Angleterre ou Thomas Preston, un officier de l'armée britannique impliqué dans le massacre de Boston au début de la Révolution américaine. Cette région fait partie des régions où la monarchie britannique accordait des terres aux loyalistes noirs des treize colonies; elle leur avait promis la liberté et réinstallé plus de 3 000 anciens esclaves en Nouvelle-Écosse. Reflétant ses débuts, Preston compte le plus grand pourcentage de Noirs de toutes les régions du Canada; 69,4% de sa population est noire. 
Richard Preston (né 1792), un pasteur et chef de communauté noir Nouvelle-Écossais, choisit son surnom après avoir rejoint sa mère, qui se réinstallait à Preston avec 2 000 autres réfugiés noirs après la  Guerre de 1812. Richard a acheté sa liberté d'esclavage en Virginie et alors il a voyagé en Nouvelle-Écosse pour chercher sa mère. Plus tard, il devient un pasteur Baptiste.
Wayne Adams, le premier député noir et ministre du Cabinet de la Nouvelle-Écosse, est originaire d'East Preston. Kirk Johnson, un concurrent mondial des poids lourds en boxe, est originaire de North Preston. 

## Résidents notables
- Wayne Adams (né en 1943), homme politique
- Gary Beals (né en 1982), chanteur de R & B et finaliste de Canadian Idol
- Custio Clayton (1987), boxeur
- Kirk Johnson (né en 1972), boxeur
- Mary Jane Katzmann (1828-1890), historienne, poète et rédactrice en chef
- Dwayne Provo (né en 1970), homme politique et sportif
- Cyndi Cain, chanteur